# Braco tirolés
El braco tirolés es una raza de perro de caza tipo sabueso de tamaño medio y orejas anchas y erguidas originario del Tirol austriaco.
Este perro de tamaño medio y amplias orejas planas en lo más alto de la cabeza, tiene un manto grueso y doble y las patas traseras bien cubiertas.
Hay dos colores principales de pelo: rojo, negro y fuego, pudiendo tener todos ellos manchas blancas.
Estos perros suelen cazar solos (no en jauría) y tienen una habilidad olfativa muy especial como sabuesos.

## Historia
El cazador tirolés, desciende de los perros celtas de caza. El emperador Maximiliano I de Habsburgo utilizaba esta raza para la caza de liebres y zorros y el rastreo de animales heridos.
La selección de la raza comienza en 1860 y es reconocida en 1908.